# Saint-Civran
Saint-Civran település Franciaországban, Indre megyében. Lakosainak száma 138 fő (2022. január 1.). Saint-Civran Chazelet, Roussines, Sacierges-Saint-Martin és Saint-Gilles községekkel határos.

## Népesség
A település népessége az elmúlt években az alábbi módon változott:
| Lakosok száma | 275  | 193  | 158  | 174  | 177  | 155  | 140  | 132  | 134  | 138  |
|               | 1968 | 1982 | 1990 | 2006 | 2013 | 2015 | 2017 | 2019 | 2020 | 2022 |